# Rue Vítězná
La rue Vítězná (littéralement, rue de la Victoire) est une voie de Prague.

## Situation et accès
Située dans le quartier de Malá Strana, elle mène du pont des Légions à la rue Újezd.
Reliée à la rue Národní et de l'autre côté de la Vltava, elle forme la frontière entre Prague 1 et Prague 5. Les rues Šeříková et Zborovská y débouchent par le sud et la rue Všehrdova par le nord.

## Origine du nom
Le nom Vítězná fait référence à la victoire de 1918 et à la fondation de la Première République tchécoslovaque.

## Historique
La rue a été créée en 1841 après la construction du pont de l'empereur François Ier et a été nommée « Chotkov », en hommage au comte Karel Chotko.
En 1898, le pont des chaînes fut démoli et la construction de l'actuel pont en pierre des Légions commença.
En 1928, le nom fut changé en « Vítězna » : le nom commémore la victoire des Tchécoslovaques et la création d'un État indépendant en 1918, et fait ainsi suite à des bâtiments portant le même nom - les ponts des Légions et National. Dans les années 1940-1945, la rue porte le nom de l'homme politique allemand des Sudètes Hans Knirsch Knirschova, puis est à nouveau rebaptisée Vítězna.

## Bâtiments remarquables et lieux de mémoire
- Numéro 7 : restaurant Kolkovna Olympia[3]
- Numéro 8 : Maison de location[4]
- Numéro 11 : Restaurant Vieux Prague
- Numéro 15 : restaurant Burrito Locco[5]

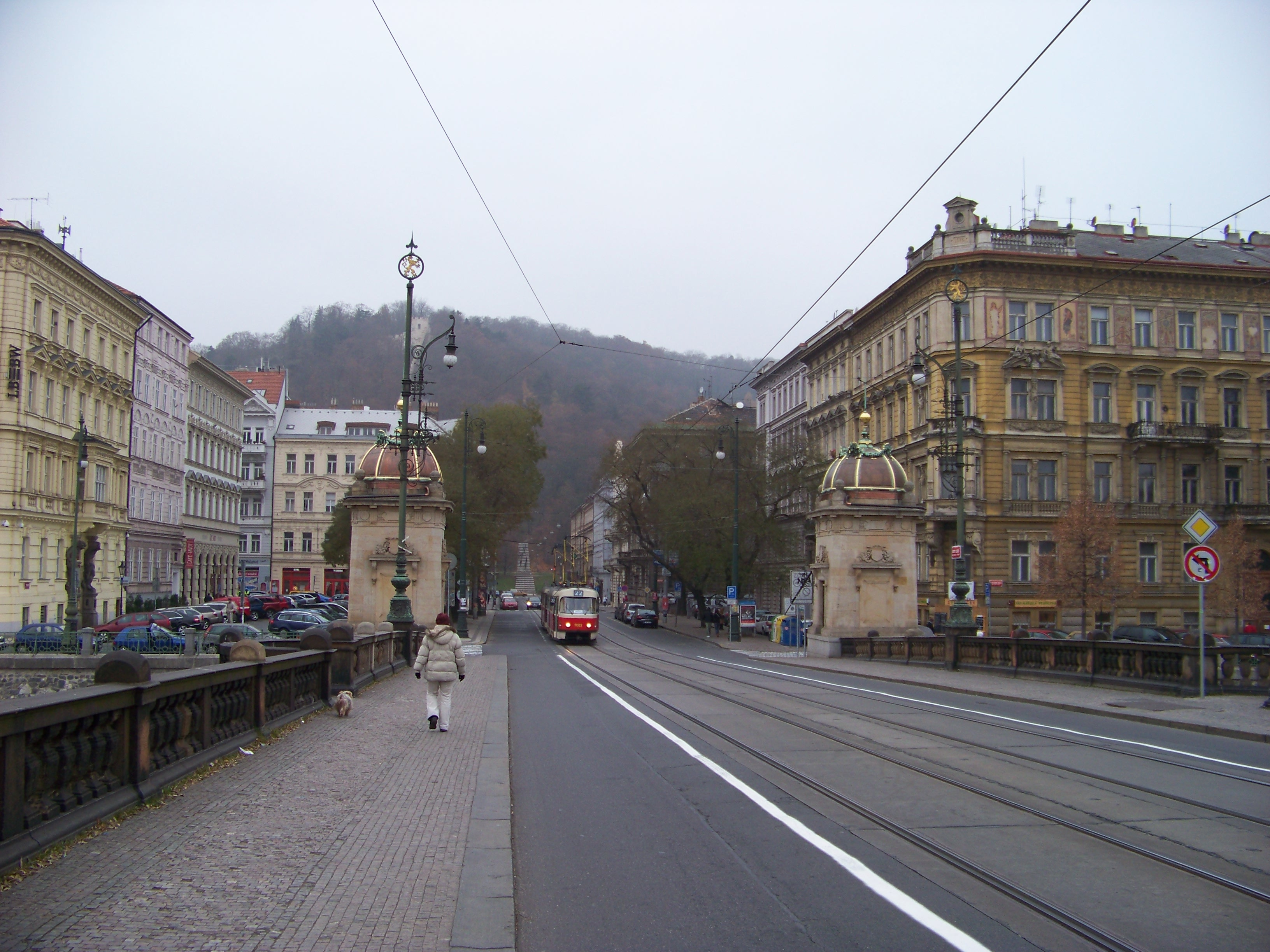
Vue depuis le pont de Vítězná
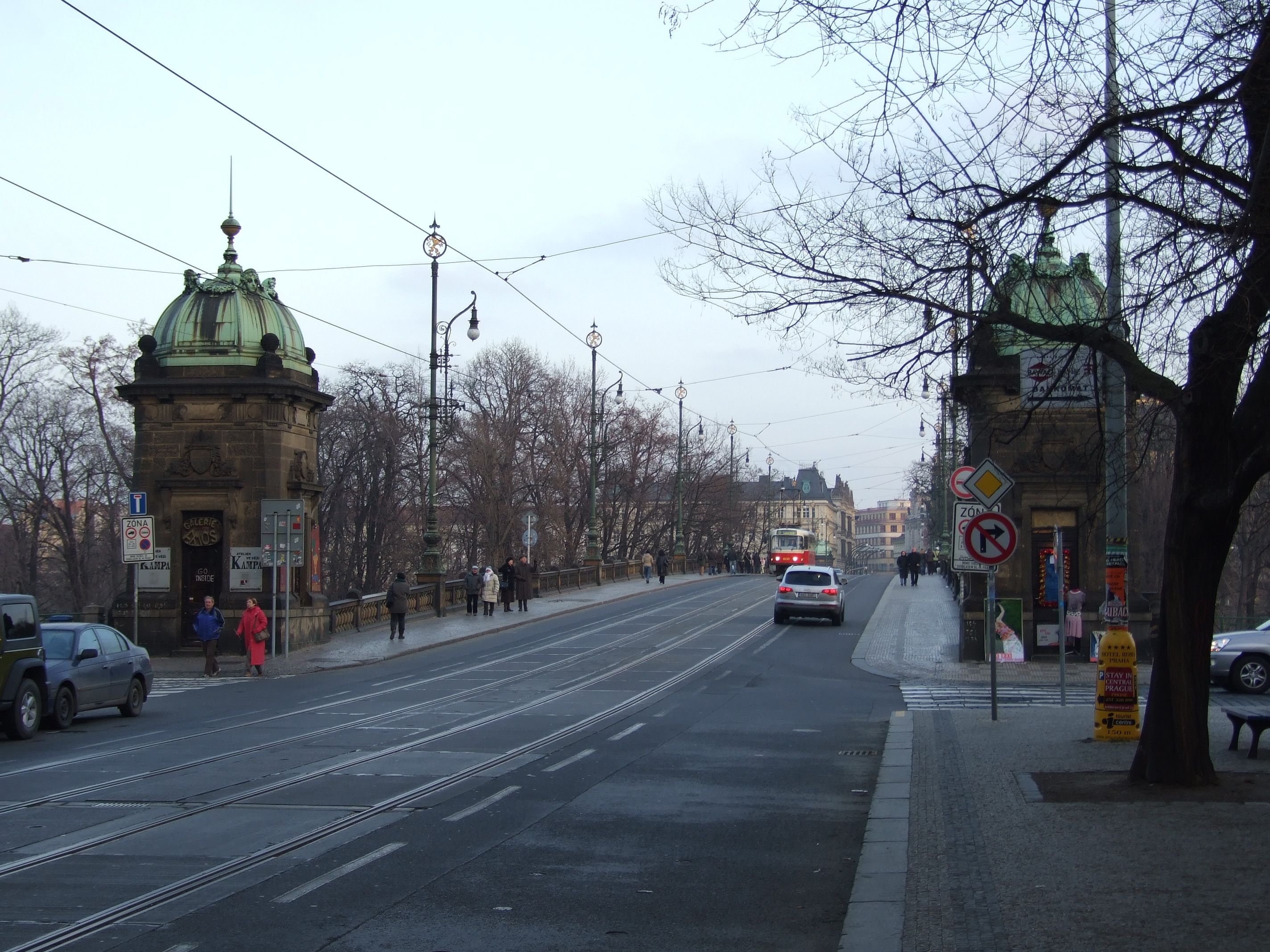
Vue du bout de la rue et du début du pont
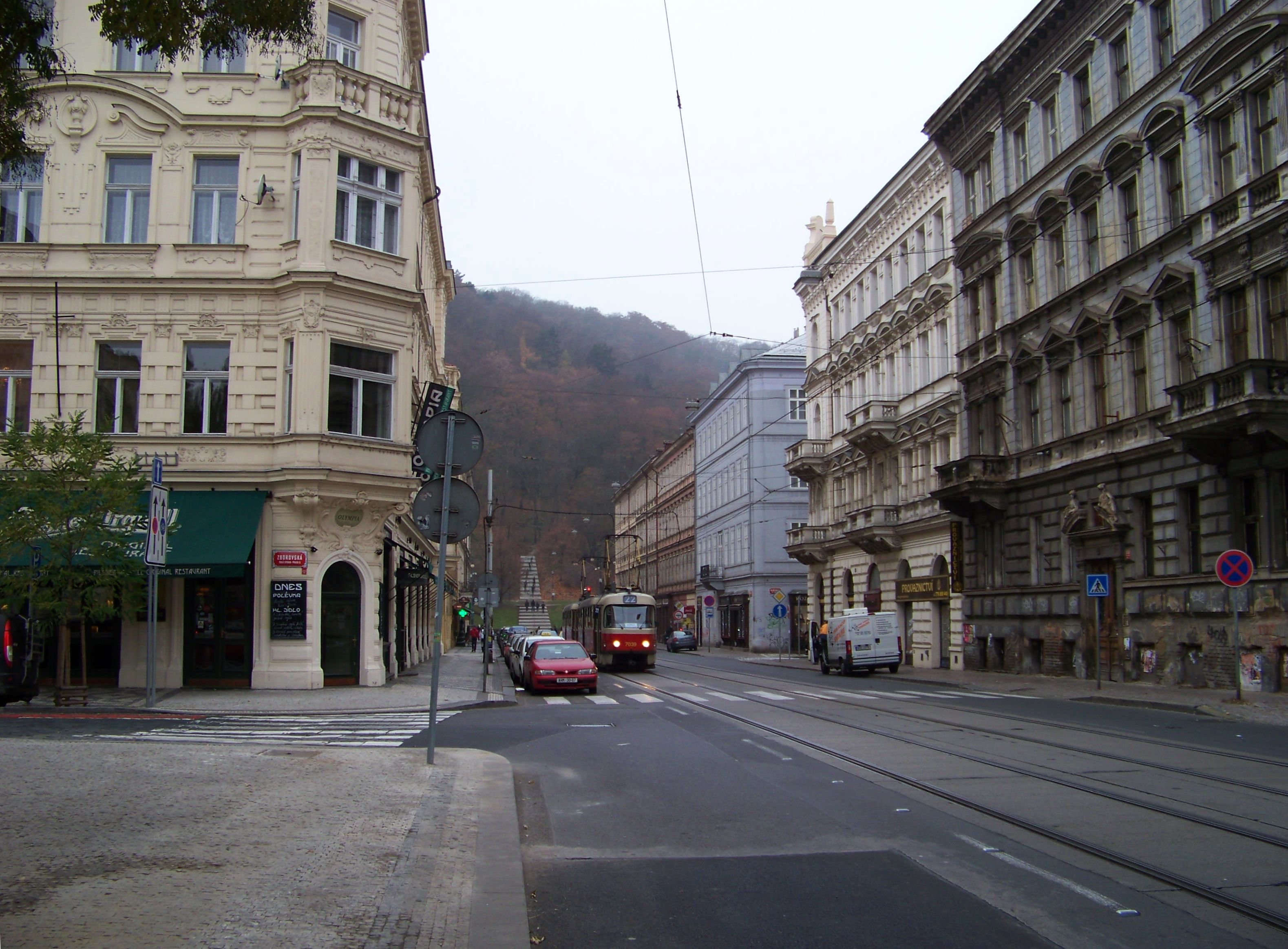
De la place à Újezd
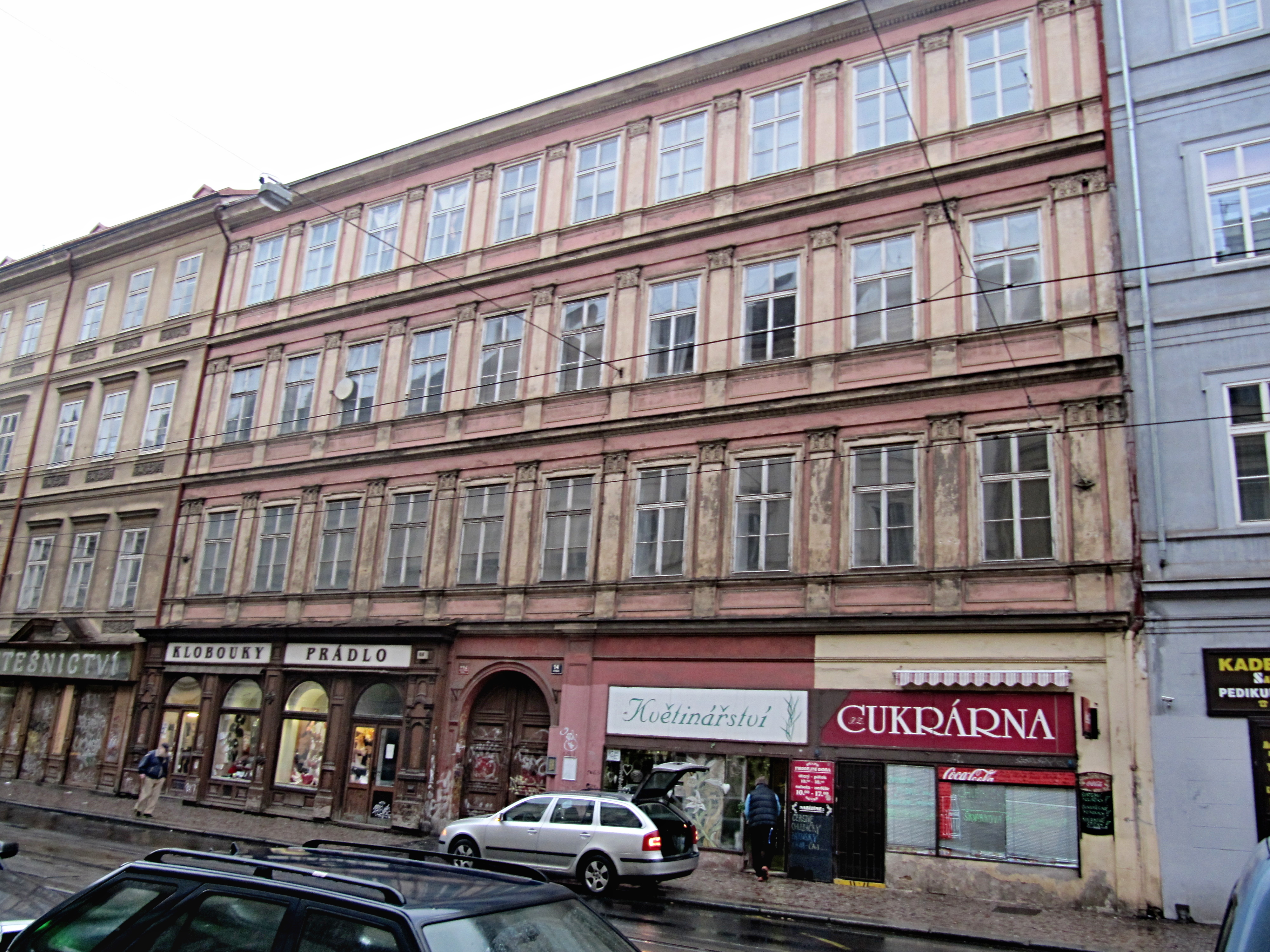
Magasins aux fenêtres sculptées
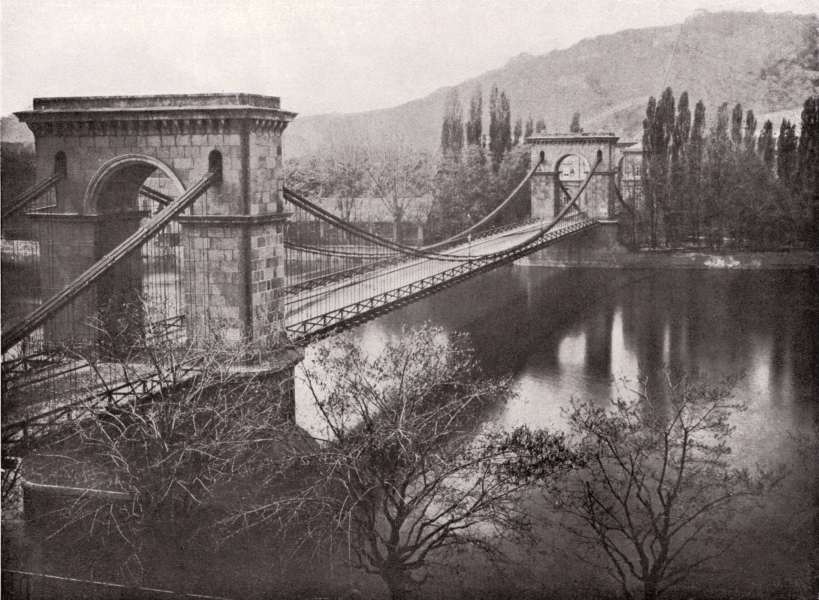
La vue du pont de l'empereur François Ier depuis la digue Smétana montre que vers 1870, il n'y avait aucun développement à proximité de l'actuelle rue Vítězná.